# Добрий господар (газета)
«Добрий господар» — всеукраїнська газета зорієнтована на городників, садівників та дачників. Належить видавничому дому "Високий Замок".

## Опис
Пілотний перший номер газети вийшов у квітні 2001 року. Видання має 47 кольорових сторінок формату А4.
Газета виходить з періодичністю двічі в місяць. Розповсюджується на всій території України. Наклад становить більше 300 000 примірників.
Головний редактор — Наталія Балюк, дружина народного депутата України Степана Володимировича Курпіля.  